# Высокое давление (фильм)
«Высокое давление» — американский комедийный фильм 1932 года, срежиссированный Мервином Лерой, с Уильямом Пауэллом и Эвелин Брент в главных ролях. Он основан на пьесе Абена Кандела «Горячие деньги».

## Сюжет
Гар Эванс (Уильям Пауэлл) соглашается продвигать продукт Гинзбурга — искусственный каучук, созданный из сточных вод, только после того, как его друг Майк Донахи (Фрэнк МакХью) заверил его, что это не афера. Гар суеверен; он верит, что добьется успеха только в том случае, если его многострадальная подруга Фрэнсин Дейл (Эвелин Брент) присоединится к ним на предприятии. Она, однако, разочаровалась в нём, тем более что он бросил её пять дней назад, чтобы что-то забрать, и больше не вернулся. Только с огромным усилием он убеждает её дать ему ещё один шанс.
Гар быстро создаёт компанию «Золотые Ворота из искусственной резины», арендует целый этаж здания, назначает своего старого друга Клиффорда Грея (Гай Кибби) на должность президента, даёт Хелен Уилсон (Эвелин Кнапп) работу секретаря и нанимает много продавцов, использующих высокое давление, чтобы продать акции. По мере распространения новостей цены на акции компаний, производящих натуральный каучук, начинают падать, и г-н Бэнкс (Чарльз Миддлтон) предлагает купить компанию от имени существующих компаний по производству каучука, но ставка слишком низкая для Гара. Банки тогда угрожают судебным запретом, предотвращающим продажу акций Гара в ожидании расследования. Гар одобряет это.
Однако Гинзбург (повышенный Гаром до звания полковника) совершает ошибку, доверившись изобретателю процесса, доктору Рудольфу Пфайфферу (Гарри Бересфорд). Когда он, наконец, найден и устроен на работу по изготовлению образца, Гар приглашает учёных осмотреть готовый продукт, только чтобы обнаружить, что Пфайффер — сумасшедший (его следующее изобретение — курицы, несущие уже украшенные пасхальные яйца). Фрэнсин уходит с отвращением и готовится отплыть в Южную Америку, чтобы выйти замуж за сеньора Родригеса. Несмотря на совет своего адвоката бежать в другой штат, Гар настаивает на том, чтобы взять на себя полную ответственность.
На фоне общей потери Бэнкс предлагает возместить ущерб всем акционерам и заплатить Гару достаточно, чтобы получить прибыль в размере 100 000 долларов только для того, чтобы избавиться от всех неприятностей (и восстановить цены на запасы натурального каучука). Гар бросается на скамью подсудимых, чтобы забрать контрольные акции «Золотых Ворот», которые он передал Фрэнсине. Находясь там, выигрывает их, обещая отказаться от продвижения, только чтобы Донахи появился с проектом для аляскинского золота / мрамора / ели. Вскоре Гар готовит свою следующую кампанию.

## В ролях
| Актёр            | Роль                                                               |
| ---------------- | ------------------------------------------------------------------ |
| Уильям Пауэлл    | Гар Эванс                                                          |
| Эвелин Брент     | Фрэнсин Дейл                                                       |
| Джордж Сидни     | Гинзбург                                                           |
| Джон Рэй         | Джимми Мур адвокат Гара                                            |
| Эвалин Кнапп     | Хелен Уилсон                                                       |
| Гай Кибби        | Клиффорд Грей                                                      |
| Фрэнк МакХью     | Майк Донахи                                                        |
| Оскар Апфель     | мистер Хакетт из Бюро по улучшению бизнеса                         |
| Бен Александр    | Джеффри Уэстон ревнивый парень Хелен                               |
| Гарольд Уолдридж | Гус Вандербильт, нанятый исключительно за его впечатляющую фамилию |
| Чарльз Миддлтон  | мистер Бэнкс                                                       |
| Гарри Бересфорд  | доктор Рудольф Пфайффер                                            |
| Генри Арметта    | инвестор-итальянец (в титрах не указан)                            |

## Отзывы
Мордонт Холл в своём обзоре для The New York Times назвал «Высокое давление» «ярко написанным и постоянно изумляющимм фильмом». Холл отметил, что «Уильям Пауэлл находится в своей стихии» и «является отличным типажом для этой истории». Сидни и Кибби также хвалили за их исполнение.
Фильм хранится в Библиотеке Конгресса и в архиве Уорнера.